# Зірка тисячоліття (алмаз)
Зірка тисячоліття — алмаз, знайдений на початку 1980-х років в низині De Beers в Конго.
Оброблений за допомоги лазера. Після чого виник унікальний, зсередини та зовні грушеподібний діамант 203 карат. Гарі Оппенгайер, старійшина діамантового промислу, описав De Beers Millennium Star як «найкрасивіший діамант, який міг бачити світ». Названий діамант «De Beers Millennium Star» був виставлений як головний екземпляр De Beers Millennium Diamond Collection.